# Chris Tomson
Christopher William Tomson (Nova Jérsei, 6 de março de 1984) conhecido pelo nome artístico Chris Tomson é o baterista da banda nova-iorquina de indie rock Vampire Weekend.

## Biografia
Tomson cresceu numa fazenda em Imlaystown, New Jersey (partes do primeiro álbum de sua banda, foram gravadas lá). Seu pai é engenheiro e sua família é de irlandeses e ucranianos (ele frequentou uma universidade na Irlanda).  Graduou-se na universidade Salutatorian e depois na Columbia University, onde estudou economia e música. Ele é um fã do futebol e gosta de fotografia também. Seu clube de futebol favorito é Tottenham Hotspur. Ele também é um grande fã de Phish e o Grateful Dead. Ele agora vive em Greenpoint,  bairro do Brooklyn. Em 2008 Tomson foi envolvido em um incidente hit-and-run em Londres após a premiação Shockwaves NME. Ele foi levado ao hospital para ser tratado de ferimentos no pescoço, mas foi libertado em 29 de fevereiro sem ferimentos notáveis.

## Carreira musical
Antes da banda Vampire Weekend, Tomson, junto com Ezra Koenig, eram do grupo de rap chamado L'Homme Run.
Tomson reuniu os membros da Vampire Weekend enquanto participava da Columbia University, ele teve aulas de música com Rostam Batmanglij e começou o grupo em seu último ano. O nome do grupo vem do filme de mesmo nome que Ezra Koenig e seus amigos fizeram durante as férias de verão. Eles auto-produziram seu primeiro álbum após a graduação, enquanto ao mesmo tempo trabalhavam (Tomson trabalhou como arquivista de uma gravadora). Seu segundo álbum,Contra, que saiu em Janeiro de 2010 chegou ao topo das paradas no Reino Unido, EUA, Austrália e Canadá, e foi também auto-produzido.